# Grande Prêmio do Milwaukee

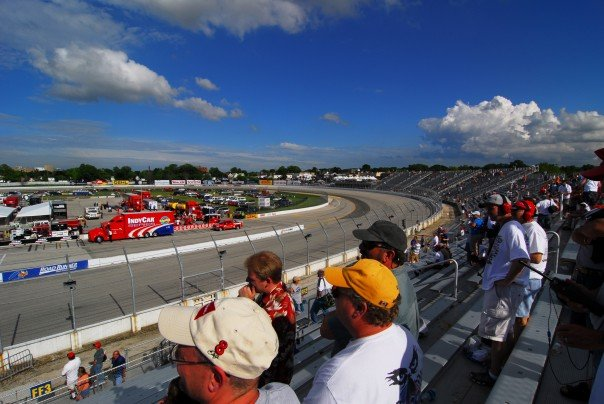
Vista da corrida da IRL de 2007.

o Grande Prêmio do Milwaukee (conhecido como Hy-Vee Milwaukee Mile 250s por razões de patrocínio) é uma corrida automobilística da IndyCar Series disputada no circuito oval Milwaukee Mile, na cidade de West Allis, Wisconsin, Estados Unidos. 
A primeira corrida da IndyCar Series neste circuito foi disputada em 2004, tendo se disputado até 2015, com excepção do ano de 2010. A corrida de 2015 recebeu a designação de ABC Supply Wisconsin 250. Após um hiato de 8 anos, a corrida está de volta ao calendário da Temporada da IndyCar Series de 2024 com uma ronda dupla. 

## Poles e Vencedores

### AAA Championship Car (1937-1955)
| Ano  | Data                                       | Evento                                     | Pole                                       | Vencedor                                   | Vencedor                                   | Vencedor                                   | Vencedor                                   | Distância Corrida                          | Distância Corrida                          | Duração                                    | Velocidade Média(km/h)                     |
| Ano  | Data                                       | Evento                                     | Pole                                       | Piloto                                     | Equipe                                     | Chassis                                    | Motor                                      | Voltas                                     | km                                         | Duração                                    | Velocidade Média(km/h)                     |
| ---- | ------------------------------------------ | ------------------------------------------ | ------------------------------------------ | ------------------------------------------ | ------------------------------------------ | ------------------------------------------ | ------------------------------------------ | ------------------------------------------ | ------------------------------------------ | ------------------------------------------ | ------------------------------------------ |
| 1937 | 29 de agosto                               | Milwaukee 100                              | Billy Winn                                 | Rex Mays                                   |                                            | Adams                                      | Sparks                                     | 96*                                        | 154,497                                    | 1:07:59                                    | 136,344                                    |
| 1938 | 28 de agosto                               | Milwaukee 100                              | Mauri Rose                                 | Chet Gardner                               | Burd Piston Ring                           | Miller                                     | Offy                                       | 100                                        | 160,934                                    | 1:11:08                                    | 135,740                                    |
| 1939 | 27 de agosto                               | Milwaukee 100                              | Emil Andres                                | Babe Stapp                                 | Mike Boyle                                 |                                            | Offy                                       | 100                                        | 160,934                                    | 1:11:43                                    | 134,623                                    |
| 1940 | Não houve corrida                          | Não houve corrida                          | Não houve corrida                          | Não houve corrida                          | Não houve corrida                          | Não houve corrida                          | Não houve corrida                          | Não houve corrida                          | Não houve corrida                          | Não houve corrida                          | Não houve corrida                          |
| 1941 | 24 de agosto                               | Milwaukee 100                              | Rex Mays                                   | Rex Mays                                   | Charles Bowes                              | Stevens                                    | Winfield                                   | 100                                        | 160,934                                    | 1:12:55                                    | 132,367                                    |
| 1942 | Não houve corrida (Segunda Guerra Mundial) | Não houve corrida (Segunda Guerra Mundial) | Não houve corrida (Segunda Guerra Mundial) | Não houve corrida (Segunda Guerra Mundial) | Não houve corrida (Segunda Guerra Mundial) | Não houve corrida (Segunda Guerra Mundial) | Não houve corrida (Segunda Guerra Mundial) | Não houve corrida (Segunda Guerra Mundial) | Não houve corrida (Segunda Guerra Mundial) | Não houve corrida (Segunda Guerra Mundial) | Não houve corrida (Segunda Guerra Mundial) |
| 1943 | Não houve corrida (Segunda Guerra Mundial) | Não houve corrida (Segunda Guerra Mundial) | Não houve corrida (Segunda Guerra Mundial) | Não houve corrida (Segunda Guerra Mundial) | Não houve corrida (Segunda Guerra Mundial) | Não houve corrida (Segunda Guerra Mundial) | Não houve corrida (Segunda Guerra Mundial) | Não houve corrida (Segunda Guerra Mundial) | Não houve corrida (Segunda Guerra Mundial) | Não houve corrida (Segunda Guerra Mundial) | Não houve corrida (Segunda Guerra Mundial) |
| 1944 | Não houve corrida (Segunda Guerra Mundial) | Não houve corrida (Segunda Guerra Mundial) | Não houve corrida (Segunda Guerra Mundial) | Não houve corrida (Segunda Guerra Mundial) | Não houve corrida (Segunda Guerra Mundial) | Não houve corrida (Segunda Guerra Mundial) | Não houve corrida (Segunda Guerra Mundial) | Não houve corrida (Segunda Guerra Mundial) | Não houve corrida (Segunda Guerra Mundial) | Não houve corrida (Segunda Guerra Mundial) | Não houve corrida (Segunda Guerra Mundial) |
| 1945 | Não houve corrida (Segunda Guerra Mundial) | Não houve corrida (Segunda Guerra Mundial) | Não houve corrida (Segunda Guerra Mundial) | Não houve corrida (Segunda Guerra Mundial) | Não houve corrida (Segunda Guerra Mundial) | Não houve corrida (Segunda Guerra Mundial) | Não houve corrida (Segunda Guerra Mundial) | Não houve corrida (Segunda Guerra Mundial) | Não houve corrida (Segunda Guerra Mundial) | Não houve corrida (Segunda Guerra Mundial) | Não houve corrida (Segunda Guerra Mundial) |
| 1946 | 22 de setembro                             | Milwaukee 100                              | Rex Mays                                   | Rex Mays                                   | Charles Bowes                              | Stevens                                    | Winfield                                   | 100                                        | 160,934                                    | 1:10:44                                    | 136,497                                    |
| 1947 | 8 de junho                                 | Milwaukee 100                              | Bill Holland                               | Bill Holland                               | Fred Peters                                | Wetteroth                                  | Offy                                       | 100                                        | 160,934                                    | 1:08:44                                    | 140,465                                    |
| 1947 | 27 de julho                                | Milwaukee 100                              | Tony Bettenhausen                          | Charles Van Acker                          | Tucker Partners                            | Stevens                                    | Lencki                                     | 100                                        | 160,934                                    | 1:09:47                                    | 138,344                                    |
| 1947 | 24 de agosto                               | Milwaukee 100                              | Duke Dinsmore                              | Ted Horn                                   | Ted Horn                                   | Horn                                       | Offy                                       | 100                                        | 160,934                                    | 1:11:08                                    | 135,726                                    |
| 1948 | 6 de junho                                 | Milwaukee 100                              | Johnny Mantz                               | Emil Andres                                | Carmine Tuffanelli                         | Kurtis                                     | Offy                                       | 100                                        | 160,934                                    | 1:10:19                                    | 137,308                                    |
| 1948 | 15 de agosto                               | Milwaukee 100                              | Myron Fohr                                 | Johnny Mantz                               | J. C. Agajanian                            | Kurtis                                     | Offy                                       | 100                                        | 160,934                                    | 1:10:19                                    | 137,319                                    |
| 1948 | 29 de agosto                               | Milwaukee 200                              | Paul Russo                                 | Myron Fohr                                 | Carl Marchese                              | Marchese                                   | Offy                                       | 200                                        | 321,869                                    | 2:18:21                                    | 139,585                                    |
| 1948 | 29 de agosto                               | Milwaukee 200                              | Paul Russo                                 | Tony Bettenhausen                          | Carl Marchese                              | Marchese                                   | Offy                                       | 200                                        | 321,869                                    | 2:18:21                                    | 139,585                                    |
| 1949 | 5 de junho                                 | Milwaukee 100                              | Rex Mays                                   | Myron Fohr                                 | Carl Marchese                              | Marchese                                   | Offy                                       | 100                                        | 160,934                                    | 1:11:45                                    | 134,565                                    |
| 1949 | 28 de agosto                               | Milwaukee 200                              | Mel Hansen                                 | Johnnie Parsons                            | Kurtis Kraft                               | Kurtis                                     | Offy                                       | 200                                        | 321,869                                    | 2:19:49                                    | 138,111                                    |
| 1950 | 11 de junho                                | Rex Mays Classic                           | Lee Wallard                                | Tony Bettenhausen                          | Murrell Belanger                           | Wetteroth                                  | Offy                                       | 100                                        | 160,934                                    | 1:10:33                                    | 136,838                                    |
| 1950 | 27 de agosto                               | Milwaukee 200                              | Chuck Stevenson                            | Walt Faulkner                              | J. C. Agajanian                            | Kurtis                                     | Offy                                       | 200                                        | 321,869                                    | 2:17:26                                    | 140,520                                    |
| 1951 | 10 de junho                                | Rex Mays Classic                           | Jack McGrath                               | Tony Bettenhausen                          | Murrell Belanger                           | Kurtis                                     | Offy                                       | 100                                        | 160,934                                    | 1:06:38                                    | 144,880                                    |
| 1951 | 26 de agosto                               | Milwaukee 200                              | Johnny McDowell                            | Walt Faulkner                              | Agajanian-Grant                            | Kuzma                                      | Offy                                       | 200                                        | 321,869                                    | 2:11:22                                    | 147,002                                    |
| 1952 | 8 de junho                                 | Rex Mays Classic                           | Jim Rigsby                                 | Mike Nazaruk                               | McNamara                                   | Kurtis/Wetteroth                           | Offy                                       | 100                                        | 160,934                                    | 1:05:02                                    | 148,470                                    |
| 1952 | 24 de agosto                               | Milwaukee 200                              | Bob Sweikert                               | Chuck Stevenson                            | Bessie Lee Paoli                           | Kurtis                                     | Offy                                       | 200                                        | 321,869                                    | 2:27:26                                    | 130,988                                    |
| 1953 | 7 de junho                                 | Rex Mays Classic                           | Manny Ayulo                                | Jack McGrath                               | Jack Hinkle                                | Kurtis                                     | Offy                                       | 100                                        | 160,934                                    | 1:04:04                                    | 150,689                                    |
| 1953 | 30 de agosto                               | Milwaukee 200                              | Jack McGrath                               | Chuck Stevenson                            | J. C. Agajanian                            | Kuzma                                      | Offy                                       | 200                                        | 321,869                                    | 2:13:57                                    | 144,165                                    |
| 1954 | 6 de junho                                 | Rex Mays Classic                           | Bill Vukovich                              | Chuck Stevenson                            | J. C. Agajanian                            | Kuzma                                      | Offy                                       | 100                                        | 160,934                                    | 1:01:31                                    | 156,958                                    |
| 1954 | 29 de agosto                               | Milwaukee 200                              | Sam Hanks                                  | Manny Ayulo                                | Peter Schmidt                              | Kuzma                                      | Offy                                       | 200                                        | 321,869                                    | 2:04:39                                    | 154,917                                    |
| 1955 | 5 de junho                                 | Rex Mays Classic                           | Bob Sweikert                               | Johnny Thomson                             | Peter Schmidt                              | Kuzma                                      | Offy                                       | 100                                        | 160,934                                    | 1:00:42                                    | 159,074                                    |
| 1955 | 28 de agosto                               | Milwaukee 250                              | Ed Elisian                                 | Pat Flaherty                               | Dunn Engineering                           | Kurtis                                     | Offy                                       | 250                                        | 402,336                                    | 2:37:50                                    | 152,923                                    |

- 1937 e 1938: Corrida fora do campeonato.
- 1937: Corrida encurtada devido a um erro de contagem de voltas.
- 1953: Último ano em que a corrida foi disputada no circuito de terra.

### USAC Championship Car (1956-1979)
| Ano  | Data         | Evento                | Pole              | Vencedor          | Vencedor                    | Vencedor     | Vencedor | Distância Corrida | Distância Corrida | Duração | Velocidade Média(km/h) |
| Ano  | Data         | Evento                | Pole              | Piloto            | Equipe                      | Chassis      | Motor    | Voltas            | km                | Duração | Velocidade Média(km/h) |
| ---- | ------------ | --------------------- | ----------------- | ----------------- | --------------------------- | ------------ | -------- | ----------------- | ----------------- | ------- | ---------------------- |
| 1956 | 10 de junho  | Rex Mays Classic      | Johnny Boyd       | Pat Flaherty      | John Zink                   | Watson       | Offy     | 100               | 160,934           | 1:00:42 | 159,077                |
| 1956 | 26 de agosto | Milwaukee 250         | Johnny Boyd       | Jimmy Bryan       | Dean Van Lines              | Kuzma        | Offy     | 250               | 402,336           | 2:41:45 | 149,244                |
| 1957 | 9 de junho   | Rex Mays Classic      | Jimmy Bryan       | Rodger Ward       | Wolcott                     | Lesovsky     | Offy     | 100               | 160,934           | 1:01:21 | 157,376                |
| 1957 | 25 de agosto | Milwaukee 200         | Andy Linden       | Jim Rathmann      | Chiropractic                | Epperly      | Offy     | 200               | 321,868           | 2:02:17 | 157,930                |
| 1958 | 8 de junho   | Rex Mays Classic      | Art Bisch         | Art Bisch         | Central Excavating          | Kuzma        | Offy     | 100               | 160,934           | 1:03:49 | 151,299                |
| 1958 | 24 de agosto | Milwaukee 200         | Jim Rathmann      | Rodger Ward       | Wolcott Fuel Injection      | Lesovsky     | Offy     | 200               | 321,868           | 2:02:41 | 157,497                |
| 1959 | 7 de junho   | Rex Mays Classic      | Johnny Thomson    | Johnny Thomson    | Racing Associates           | Lesovsky     | Offy     | 100               | 160,934           | 1:00:51 | 158,696                |
| 1959 | 30 de agosto | Milwaukee 200         | Shorty Templeman  | Rodger Ward       | Leader Card Racing          | Watson       | Offy     | 200               | 321,868           | 2:04:35 | 155,213                |
| 1960 | 5 de junho   | Rex Mays Classic      | Lloyd Ruby        | Rodger Ward       | Leader Card Racing          | Watson       | Offy     | 100               | 160,934           | 1:00:19 | 160,073                |
| 1960 | 28 de agosto | Milwaukee 200         | Rodger Ward       | Len Sutton        | SR Racing Enterprises       | Watson       | Offy     | 200               | 321,868           | 1:59:51 | 161,145                |
| 1961 | 4 de junho   | Rex Mays Classic      | Dick Rathmann     | Rodger Ward       | Leader Card Racing          | Watson       | Offy     | 100               | 160,934           | 0:57:46 | 167,146                |
| 1961 | 20 de agosto | Tony Bettenhausen 200 | Don Branson       | Lloyd Ruby        | John Zink Trackburner       | Watson       | Offy     | 200               | 321,868           | 1:58:04 | 163,571                |
| 1962 | 10 de junho  | Rex Mays Classic      | A. J. Foyt        | A. J. Foyt        | Bowes Seal Fast             | Trevis       | Offy     | 100               | 160,934           | 0:59:29 | 162,061                |
| 1962 | 20 de agosto | Tony Bettenhausen 200 | Bobby Marshman    | Rodger Ward       | Leader Card Racing          | Watson       | Offy     | 200               | 321,868           | 1:59:59 | 160,962                |
| 1963 | 9 de junho   | Rex Mays Classic      | Johnny Boyd       | Rodger Ward       | Kaiser Aluminum             | Watson       | Offy     | 100               | 160,934           | 0:59:39 | 161,837                |
| 1963 | 18 de agosto | Tony Bettenhausen 200 | Jim Clark         | Jim Clark         | Team Lotus                  | Lotus        | Ford     | 200               | 321,868           | 1:54:53 | 168,099                |
| 1964 | 7 de junho   | Rex Mays Classic      | Rodger Ward       | A. J. Foyt        | Sheraton-Thompson           | Watson       | Offy     | 100               | 160,934           | 0:59:48 | 161,491                |
| 1964 | 23 de agosto | Tony Bettenhausen 200 | Parnelli Jones    | Parnelli Jones    | Team Lotus                  | Lotus        | Ford     | 200               | 321,868           | 1:54:33 | 168,580                |
| 1965 | 6 de junho   | Rex Mays Classic      | A. J. Foyt        | Parnelli Jones    | Agajanian/Hurst             | Lotus        | Ford     | 100               | 160,934           | 0:58:58 | 163,739                |
| 1965 | 14 de agosto | Milwaukee 150         | Parnelli Jones    | Joe Leonard       | All American Racers         | Halibrand    | Ford     | 150               | 241,401           | 1:32:31 | 156,551                |
| 1965 | 22 de agosto | Tony Bettenhausen 200 | A. J. Foyt        | Gordon Johncock   | Sheraton-Thompson           | Gerhardt     | Offy     | 200               | 321,868           | 1:59:28 | 161,691                |
| 1966 | 5 de junho   | Rex Mays Classic      | Mario Andretti    | Mario Andretti    | Dean Van Lines              | Brawner Hawk | Ford     | 100               | 160,934           | 1:02:44 | 153,877                |
| 1966 | 27 de agosto | Tony Bettenhausen 200 | Mario Andretti    | Mario Andretti    | Dean Van Lines              | Brawner Hawk | Ford     | 200               | 321,868           | 1:55:19 | 167,470                |
| 1967 | 4 de junho   | Rex Mays Classic      | Gordon Johncock   | Gordon Johncock   | Gilmore Broadcasting        | Gerhardt     | Ford     | 150               | 241,401           | 1:31:14 | 158,751                |
| 1967 | 20 de agosto | Tony Bettenhausen 200 | Roger McCluskey   | Mario Andretti    | Dean Van Lines              | Brawner Hawk | Ford     | 200               | 321,868           | 1:53:52 | 169,602                |
| 1968 | 9 de junho   | Rex Mays Classic      | Roger McCluskey   | Lloyd Ruby        | Gene White                  | Mongoose     | Offy     | 150               | 241,401           | 1:29:20 | 162,124                |
| 1968 | 18 de agosto | Tony Bettenhausen 200 | Art Pollard       | Lloyd Ruby        | Gene White                  | Mongoose     | Offy     | 200               | 321,868           | 1:50:22 | 174,992                |
| 1969 | 8 de junho   | Rex Mays Classic      | Mario Andretti    | Greg Weld         | STP Corporation             | Gerhardt     | Offy     | 150               | 241,401           | 1:20:15 | 180,499                |
| 1969 | 8 de junho   | Rex Mays Classic      | Mario Andretti    | Art Pollard       | STP Corporation             | Gerhardt     | Offy     | 150               | 241,401           | 1:20:15 | 180,499                |
| 1969 | 17 de agosto | Tony Bettenhausen 200 | Al Unser          | Al Unser          | Vel’s Parnelli Jones Racing | Colt         | Ford     | 200               | 321,868           | 1:52:24 | 171,810                |
| 1970 | 7 de junho   | Rex Mays Classic      | Mario Andretti    | Joe Leonard       | Vel’s Parnelli Jones Racing | Colt         | Ford     | 150               | 241,401           | 1:23:06 | 174,292                |
| 1970 | 23 de agosto | Tony Bettenhausen 200 | Al Unser          | Al Unser          | Vel’s Parnelli Jones Racing | Colt         | Ford     | 200               | 321,868           | 1:44:59 | 183,959                |
| 1971 | 6 de junho   | Rex Mays Classic      | Bobby Unser       | Al Unser          | Vel’s Parnelli Jones Racing | Colt         | Ford     | 150               | 241,401           | 1:18:19 | 184,846                |
| 1971 | 15 de agosto | Tony Bettenhausen 200 | Bobby Unser       | Bobby Unser       | All American Racers         | Eagle        | Offy     | 200               | 321,868           | 1:49:42 | 176,040                |
| 1972 | 4 de junho   | Rex Mays Classic      | Bobby Unser       | Bobby Unser       | All American Racers         | Eagle        | Offy     | 150               | 241,401           | 1:22:28 | 175,629                |
| 1972 | 13 de agosto | Tony Bettenhausen 200 | Mario Andretti    | Joe Leonard       | Vel’s Parnelli Jones Racing | Parnelli     | Offy     | 200               | 321,868           | 1:47:28 | 179,686                |
| 1973 | 10 de junho  | Rex Mays Classic      | Bobby Unser       | Bobby Unser       | All American Racers         | Eagle        | Offy     | 150               | 241,401           | 1:18:59 | 183,409                |
| 1973 | 12 de agosto | Tony Bettenhausen 200 | Wally Dallenbach  | Wally Dallenbach  | Patrick Racing              | Eagle        | Offy     | 200               | 321,868           | 1:50:47 | 174,324                |
| 1974 | 9 de junho   | Rex Mays Classic      | A. J. Foyt        | Johnny Rutherford | Team McLaren                | McLaren      | Offy     | 150               | 241,401           | 1:21:39 | 177,390                |
| 1974 | 11 de agosto | Tony Bettenhausen 200 | A. J. Foyt        | Gordon Johncock   | Patrick Racing              | Eagle        | Offy     | 200               | 321,868           | 1:41:03 | 191,113                |
| 1975 | 8 de junho   | Rex Mays Classic      | A. J. Foyt        | A. J. Foyt        | Gilmore Racing              | Coyote       | Foyt     | 150               | 241,401           | 1:18:55 | 183,533                |
| 1975 | 17 de agosto | Tony Bettenhausen 200 | Johnny Rutherford | Mike Mosley       | Jerry O'Connell Racing      | Eagle        | Offy     | 200               | 321,868           | 1:44:54 | 184,098                |
| 1976 | 13 de junho  | Rex Mays Classic      | Gordon Johncock   | Mike Mosley       | Jerry O'Connell Racing      | Eagle        | Offy     | 150               | 241,401           | 1:14:02 | 195,659                |
| 1976 | 22 de agosto | Tony Bettenhausen 200 | Johnny Rutherford | Al Unser          | Vel’s Parnelli Jones Racing | Parnelli     | Cosworth | 200               | 321,868           | 1:38:26 | 196,190                |
| 1977 | 12 de junho  | Rex Mays Classic      | Bobby Unser       | Johnny Rutherford | Team McLaren                | McLaren      | Cosworth | 150               | 241,401           | 1:36:49 | 149,608                |
| 1977 | 21 de agosto | Tony Bettenhausen 200 | Danny Ongais      | Johnny Rutherford | Team McLaren                | McLaren      | Cosworth | 200               | 321,868           | 1:55:37 | 167,047                |
| 1978 | 18 de junho  | Rex Mays Classic      | Danny Ongais      | Rick Mears        | Penske Racing               | Penske       | Cosworth | 150               | 241,401           | 1:14:35 | 194,211                |
| 1978 | 20 de agosto | Tony Bettenhausen 200 | Danny Ongais      | Danny Ongais      | Interscope Racing           | Parnelli     | Cosworth | 200               | 321,868           | 1:50:43 | 174,403                |
| 1979 | 10 de junho  | Rex Mays Classic      | A. J. Foyt        | A. J. Foyt        | Gilmore Racing              | Parnelli     | Cosworth | 150               | 241,401           | 1:22:36 | 175,346                |
| 1979 | 12 de agosto | Tony Bettenhausen 200 | Tom Bigelow       | Roger McCluskey   | AMI Racing                  | Lola         | Cosworth | 200               | 321,868           | 1:42:27 | 188,511                |

### CART(1980-2003) /Champ Car(2004-2006)
| Ano   | Data          | Evento                             | Pole               | Vencedor            | Vencedor              | Vencedor  | Vencedor        | Distância Corrida | Distância Corrida | Duração | Velocidade Média(km/h) |
| Ano   | Data          | Evento                             | Pole               | Piloto              | Equipe                | Chassis   | Motor           | Voltas            | km                | Duração | Velocidade Média(km/h) |
| ----- | ------------- | ---------------------------------- | ------------------ | ------------------- | --------------------- | --------- | --------------- | ----------------- | ----------------- | ------- | ---------------------- |
| 1980  | 8 de junho    | Gould Rex Mays Classic             | Gordon Johncock    | Bobby Unser         | Penske Racing         | Penske    | Cosworth        | 150               | 241,401           | 1:19:48 | 181,491                |
| 1980  | 10 de agosto  | Tony Bettenhausen 200              | Johnny Rutherford  | Johnny Rutherford   | Chaparral Racing      | Chaparral | Cosworth        | 200               | 321,868           | 1:54:13 | 169,083                |
| 1981  | 7 de junho    | Gould Rex Mays Classic             | Gordon Johncock    | Mike Mosley         | All American Racers   | Eagle     | Chevrolet       | 150               | 241,401           | 1:19:03 | 183,205                |
| 1981  | 5 de setembro | A.B. Dick Tony Bettenhausen 200    | Johnny Rutherford  | Tom Sneva           | Bignotti-Cotter       | March     | Cosworth        | 200               | 321,868           | 1:41:41 | 189,924                |
| 1982  | 13 de junho   | Gould Rex Mays Classic             | Gordon Johncock    | Gordon Johncock     | Patrick Racing        | Wildcat   | Cosworth        | 150               | 241,401           | 1:10:52 | 204,366                |
| 1982  | 1º de agosto  | Provimi Veal Tony Bettenhausen 200 | Rick Mears         | Tom Sneva           | Bignotti-Cotter       | March     | Cosworth        | 200               | 321,868           | 1:49:57 | 175,631                |
| 1983  | 12 de junho   | Dana Rex Mays Classic              | Teo Fabi           | Tom Sneva           | Bignotti-Cotter       | March     | Cosworth        | 150               | 241,401           | 1:17:42 | 186,410                |
| 1984  | 3 de junho    | Dana Rex Mays Classic              | Rick Mears         | Tom Sneva           | Mayer Motorsports Ltd | March     | Cosworth        | 200               | 321,868           | 1:41:41 | 189,951                |
| 1985  | 2 de junho    | Dana Rex Mays Classic              | Mario Andretti     | Mario Andretti      | Newman/Haas Racing    | Lola      | Cosworth        | 200               | 321,868           | 1:36:38 | 199,819                |
| 1986  | 8 de junho*   | Miller American 200                | Michael Andretti   | Michael Andretti    | Kraco Racing          | March     | Cosworth        | 200               | 321,868           | 1:42:45 | 187,952                |
| 1987  | 31 de maio    | Miller American 200                | Roberto Guerrero   | Michael Andretti    | Kraco Racing          | March     | Cosworth        | 200               | 321,868           | 1:47:17 | 180,010                |
| 1988  | 5 de junho    | Miller High Life 200               | Michael Andretti   | Rick Mears          | Penske Racing         | Penske    | Chevrolet-Ilmor | 200               | 321,868           | 1:37:42 | 197,658                |
| 1989  | 4 de junho    | Miller High Life 200               | Rick Mears         | Rick Mears          | Penske Racing         | Penske    | Chevrolet-Ilmor | 200               | 321,868           | 1:32:11 | 209,472                |
| 1990  | 3 de junho    | Miller Genuine Draft 200           | Rick Mears         | Al Unser Jr.        | Galles/Kraco Racing   | Lola      | Chevrolet-Ilmor | 200               | 321,868           | 1:29:46 | 215,121                |
| 1991  | 2 de junho    | Miller Genuine Draft 200           | Rick Mears         | Michael Andretti    | Newman/Haas Racing    | Lola      | Chevrolet-Ilmor | 200               | 321,868           | 1:29:10 | 216,581                |
| 1992  | 28 de junho   | Miller Genuine Draft 200           | Bobby Rahal        | Michael Andretti    | Newman/Haas Racing    | Lola      | Ford-Cosworth   | 200               | 321,868           | 1:26:56 | 222,139                |
| 1993  | 6 de junho    | Miller Genuine Draft 200           | Raul Boesel        | Nigel Mansell       | Newman/Haas Racing    | Lola      | Ford-Cosworth   | 200               | 321,868           | 1:48:08 | 178,589                |
| 1994  | 5 de junho    | Miller Genuine Draft 200           | Raul Boesel        | Al Unser Jr.        | Penske Racing         | Penske    | Ilmor           | 192*              | 308,994           | 1:36:57 | 191,197                |
| 1995  | 4 de junho    | Miller Genuine Draft 200           | Teo Fabi           | Paul Tracy          | Newman/Haas Racing    | Lola      | Ford-Cosworth   | 200               | 321,868           | 1:27:23 | 220,969                |
| 1996  | 2 de junho    | Miller Genuine Draft 200           | Paul Tracy         | Michael Andretti    | Newman/Haas Racing    | Lola      | Ford-Cosworth   | 200               | 321,868           | 1:33:32 | 206,450                |
| 1997* | 1º de junho   | Miller 200                         | Paul Tracy         | Greg Moore          | Forsythe Racing       | Reynard   | Mercedes-Benz   | 200               | 332,169           | 1:43:32 | 192,473                |
| 1998  | 31 de maio    | Miller 200                         | Patrick Carpentier | Jimmy Vasser        | Chip Ganassi Racing   | Reynard   | Honda           | 200               | 332,169           | 1:34:17 | 211,386                |
| 1999  | 6 de junho    | Miller Lite 225                    | Hélio Castroneves  | Paul Tracy          | Team Green            | Reynard   | Honda           | 225               | 373,690           | 1:48:49 | 206,043                |
| 2000  | 5 de junho*   | Miller Lite 225                    | Juan Pablo Montoya | Juan Pablo Montoya  | Chip Ganassi Racing   | Lola      | Toyota          | 225               | 373,690           | 1:37:38 | 229,628                |
| 2001  | 3 de junho    | Miller Lite 225                    | Kenny Bräck        | Kenny Bräck         | Team Rahal            | Lola      | Ford-Cosworth   | 225               | 373,690           | 1:54:08 | 196,446                |
| 2002  | 2 de junho    | Miller Lite 250                    | Adrián Fernández   | Paul Tracy          | Team Green            | Lola      | Honda           | 250               | 415,211           | 1:59:27 | 208,544                |
| 2003  | 31 de maio    | The Milwaukee Mile Centennial 250  | Alex Tagliani      | Michel Jourdain Jr. | Team Rahal            | Lola      | Ford-Cosworth   | 250               | 415,211           | 2:16:45 | 182,162                |
| 2004  | 5 de junho    | Time Warner Cable Roadrunner 250   | Ryan Hunter-Reay   | Ryan Hunter-Reay    | Herdez Competition    | Lola      | Ford-Cosworth   | 250               | 415,211           | 1:59:12 | 208,988                |
| 2005  | 4 de junho    | Time Warner Cable Roadrunner 225   | Jimmy Vasser       | Paul Tracy          | Forsythe Racing       | Lola      | Ford-Cosworth   | 221*              | 367,046           | 1:45:01 | 209,699                |
| 2006  | 4 de junho    | Time Warner Cable Roadrunner 225   | Sébastien Bourdais | Sébastien Bourdais  | Newman/Haas Racing    | Lola      | Ford-Cosworth   | 197*              | 327,186           | 1:45:03 | 186,846                |

- 1986: A corrida estava originalmente marcada para 1º de junho mas foi adiada para o domingo seguinte devido ao atraso da realização das 500 Milhas de Indianápolis.
- 1994: A corrida foi encerrada a 8 voltas do fim devido à chuva.
- 1997: Os organizadores da CART mediram o traçado e a nova extensão passou para 1,032 milhas (1660 metros)
- 2000: A corrida foi realizado na segunda-feira devido à chuva[2]no dia anterior.
- 2005 e 2006: A corrida estourou o tempo limite da Champ Car (1:45).

### IndyCar Series(2004-presente)
1 volta = 1,015 milhas (1633 metros) - medição da IRL.
| Ano  | Data              | Evento                                 | Pole              | Vencedor           | Vencedor              | Vencedor          | Vencedor          | Distância Corrida | Distância Corrida | Duração           | Velocidade Média(km/h) |
| Ano  | Data              | Evento                                 | Pole              | Piloto             | Equipe                | Chassis           | Motor             | Voltas            | km                | Duração           | Velocidade Média(km/h) |
| ---- | ----------------- | -------------------------------------- | ----------------- | ------------------ | --------------------- | ----------------- | ----------------- | ----------------- | ----------------- | ----------------- | ---------------------- |
| 2004 | 25 de julho       | Menards A. J. Foyt Indy 225            | Vitor Meira       | Dario Franchitti   | Andretti Green Racing | Dallara           | Honda             | 225               | 367,534           | 1:46:49           | 206,434                |
| 2005 | 24 de julho       | ABC Supply Company A. J. Foyt Indy 225 | Sam Hornish Jr.   | Sam Hornish Jr.    | Team Penske           | Dallara           | Toyota            | 225               | 367,534           | 1:51:39           | 197,520                |
| 2006 | 23 de julho       | ABC Supply Company A. J. Foyt Indy 225 | Hélio Castroneves | Tony Kanaan        | Andretti Green Racing | Dallara           | Honda             | 225               | 367,534           | 1:42:38           | 214,868                |
| 2007 | 3 de junho        | ABC Supply Company A. J. Foyt Indy 225 | Hélio Castroneves | Tony Kanaan        | Andretti Green Racing | Dallara           | Honda             | 225               | 367,534           | 1:47:42           | 204,741                |
| 2008 | 1º de junho       | ABC Supply Company A. J. Foyt Indy 225 | Marco Andretti    | Ryan Briscoe       | Team Penske           | Dallara           | Honda             | 225               | 367,534           | 1:42:42           | 214,732                |
| 2009 | 31 de maio        | ABC Supply Company A. J. Foyt Indy 225 | Ryan Briscoe      | Scott Dixon        | Chip Ganassi Racing   | Dallara           | Honda             | 225               | 367,534           | 1:38:44           | 223,351                |
| 2010 | Não houve corrida | Não houve corrida                      | Não houve corrida | Não houve corrida  | Não houve corrida     | Não houve corrida | Não houve corrida | Não houve corrida | Não houve corrida | Não houve corrida | Não houve corrida      |
| 2011 | 19 de junho       | Milwaukee 225                          | Dario Franchitti  | Dario Franchitti   | Chip Ganassi Racing   | Dallara           | Honda             | 225               | 367,534           | 1:56:44           | 188,921                |
| 2012 | 16 de junho       | Milwaukee IndyFest                     | Dario Franchitti  | Ryan Hunter-Reay   | Andretti Autosport    | Dallara           | Chevrolet         | 225               | 367,534           | 1:52:18           | 196,372                |
| 2013 | 15 de junho       | Milwaukee IndyFest                     | Marco Andretti    | Ryan Hunter-Reay   | Andretti Autosport    | Dallara           | Chevrolet         | 250               | 408,371           | 1:51:15           | 220,235                |
| 2014 | 17 de agosto      | ABC Supply Wisconsin 250               | Will Power        | Will Power         | Team Penske           | Dallara           | Chevrolet         | 250               | 403.54            | 1:44:49           | 233,746                |
| 2015 | 12 de julho       | ABC Supply Wisconsin 250               | Josef Newgarden   | Sébastien Bourdais | KVSH Racing           | Dallara           | Chevrolet         | 250               | 403.54            | 1:56:46           | 209,815                |
| 2024 | 31 de agosto      | Hy-Vee Milwaukee Mile 250s             |                   |                    |                       | Dallara           |                   | 250               | 403.54            |                   |                        |
| 2024 | 1 de Setembro     | Hy-Vee Milwaukee Mile 250s             |                   |                    |                       | Dallara           |                   | 250               | 403.54            |                   |                        |

## Ligações Externas
- (em inglês) Indy Racing League - Site oficial